# 陳諤
陳諤，字克忠，廣東番禺縣人。明朝政治人物。
永樂六年（1408年）舉鄉試，入太學，授刑科給事中。其遇事剛果，彈劾無所避諱。每次奏事，聲大如鐘。成祖特下令餓其數日，陳諤奏對如故。成祖歎其天性如此，以後每次遇見，均稱之為“大聲秀才”。因言事忤旨，被半埋奉天門，七日不死。遇赦復官。
永樂十六年（1418年），任順天府府尹。謫為湖廣按察使，改山西按察使，因事連坐落職。
仁宗繼位，恢復官職。貶海鹽縣知縣，遷荊王長史，為王府所厭。宣德三年（1428年），改鎮江府同知，致仕歸，卒於鄉。